# Fawley (Hampshire)
Pour les articles homonymes, voir Fawley.

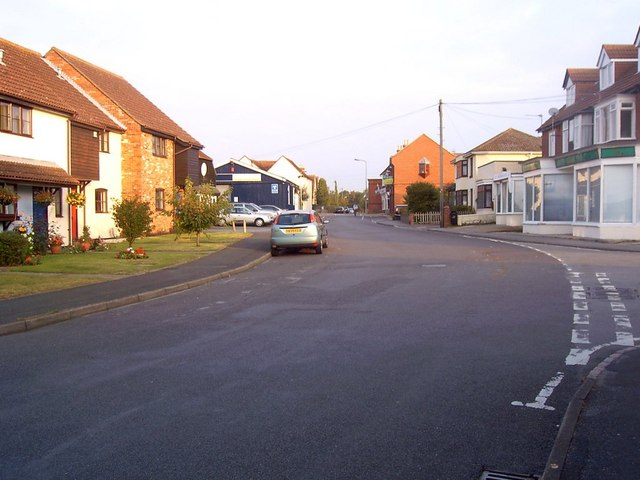
Calshot Road, Fawley.

Fawley est un village et une paroisse civile du Hampshire, en Angleterre. Il est situé dans la New Forest, sur la rive ouest du Solent, à environ 11 kilomètres au sud de Southampton. Fawley est également le site de la raffinerie de Fawley (en), exploité par ExxonMobil, qui est la plus grande installation du genre au Royaume-Uni. La Fawley Power Station, désaffectée, est également située à moins d’un mile au sud-est du village.

## Le village de Fawley
L'arrivée de la raffinerie Esso en 1921 a transformé une zone agricole peu peuplée en un centre industriel d'environ 14 500 habitants. Le Fawley moderne est plus petit et moins peuplé que ses voisins plus récents, Holbury et  Blackfield, mais il reste le centre administratif de la paroisse. Parmi les autres villages de la paroisse de Fawley, citons  Hardley (banlieue de Holbury),  Langley (banlieue de Blackfield), Ashlett et Calshot . 
Calshot possède des plages de galets et attire un nombre important de touristes et de visiteurs locaux pendant les mois d'été. Près de Calshot se trouve Luttrell's Tower, une folie gothique du XVIIIe siècle.

## Toponymie
L'origine du nom « Fawley » est incertaine. Cela pourrait signifier « bois en jachère (défriché), défrichage » ou « défrichement avec des terres mises en culture ».

## Histoire
Fawley est habité depuis de nombreux siècles et le village lui-même a été enregistré dans le Domesday Book. D'autres zones de la paroisse peuvent se vanter de vestiges de l'âge de pierre et de l'occupation romaine.

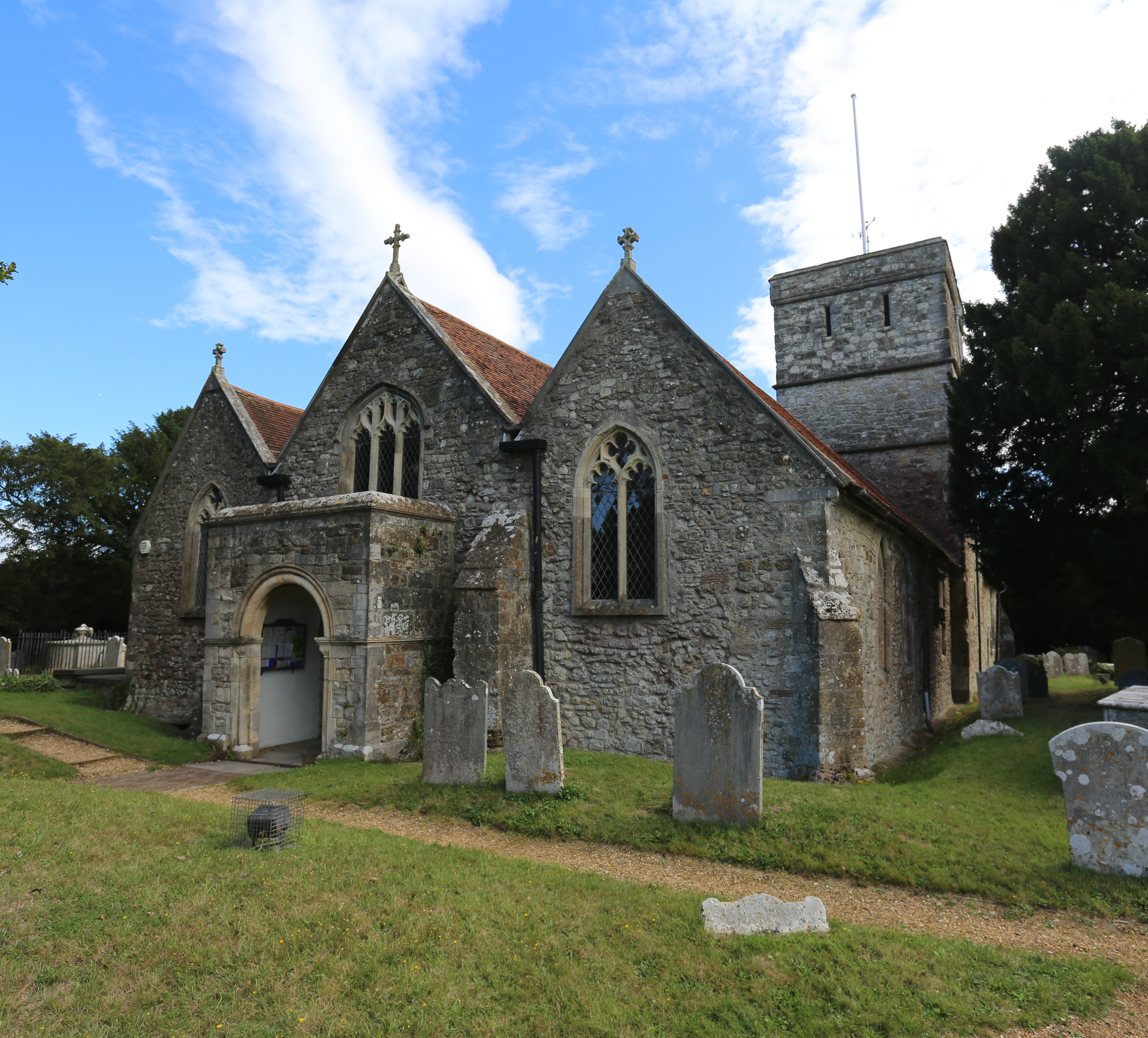
Église All Saints, Fawley.

Une église  existait apparemment à Fawley en 971. L'église actuelle de Tous les saints ( All Saints) a été construite entre 1170 et 1340.
Cette église existe toujours, elle est concerne une grande partie des environs.
Dans le Domesday Book de 1086, Fawley figure parmi les terres détenues par l'évêque de Winchester pour le soutien des moines de l'Abbaye de Winchester.
En 1284, les moines cèdent tous leurs droits à Fawley à l'évêque.
Il semble y avoir eu un lien étroit entre Fawley Manor et le manoir de Bitterne, qui appartenait également aux évêques de Winchester.
En 1546, John Skullard était locataire de Fawley Manor qui resta entre les mains de cette famille jusqu'en 1681.
En 1705, le manoir fut transféré à Edward Peachey. William et Erlysman Peachy élaborèrent un règlement familial concernant Fawley Manor en 1765. En 1801, le manoir fut confié à Robert Drummo de Cadlands. Fawley devint ainsi annexé au manoir voisin de Cadlands.
Le manoir de Cadlands a été, au XIIIe siècle, attaché à la seigneurie de l'île de Wight jusqu'à la fin du siècle quand la seigneurie a été vendue à la Couronne.
Le manoir fut tenu à partir de 1241 par l'abbaye de Titchfield jusqu'à la dissolution des monastères.
Quelque temps après 1560, le manoir fut rattaché aux propriétés d'Holbury et  Langley. 
Une partie était en possession de la famille Stanley à partir de 1693, l'autre partie passa à Lady Mary Talbot et, après 1772, à la famille Drummond. La propriété de Cadland, qui s'étendait le long de la côte de Southampton Water a été la résidence de la famille Drummond, qui possédait la plupart des terres de la paroisse, sur près de huit miles. La maison Cadland a été construite entre 1773 et 1836. Elle a brûlé en 1916 mais a été reconstruite en 1935. Elle a ensuite été démolie avec la croissance de la raffinerie de pétrole de Fawley qui est construite sur une grande partie de l'ancien domaine de Cadlands.
Les trois autres domaines de la paroisse sont ceux de Ower, Stanswood et Stone qui sont tous enregistrés dans le Domesday Book de 1086 et existent toujours comme fermes dans le sud de la paroisse. Avec 37 ménages, Stanswood était en fait le plus grand établissement de la région en 1086.

## La raffinerie de pétrole de Fawley, travaux chimiques

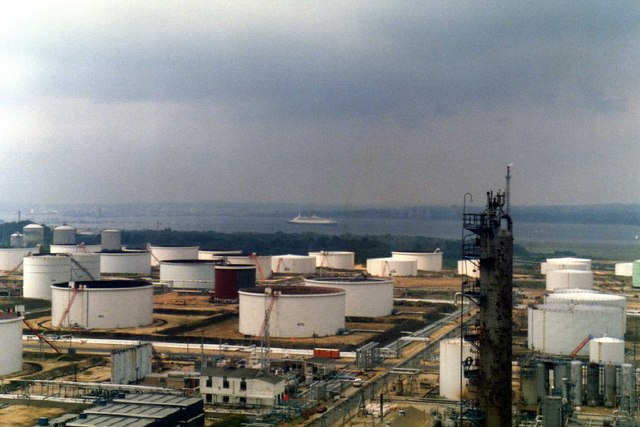
Le Queen Elisabeth II vu de la raffinerie de Fawley.

Une raffinerie  a été créée à Fawley en 1921 par l'« Atlantic Gulf and West Indies Company ». Elle a été acquise par Esso en 1925 et a été reconstruite et agrandie en 1951. Il s'agit de la plus grande raffinerie de pétrole du Royaume-Uni, avec une capacité de 330 000 barils par jour.

## Personnalités liées à la ville
- Edward Unwin (1864-1950), récipiendaire de la Victoria Cross ;
- William Gibson (1804-1862), curé de la paroisse, père de:
  - Arthur Gibson (1844-1927), joueur international de rugby anglais, né à Fawley ;
  -  Edgar Charles Sumner Gibson (1848-1924), évêque de Gloucester, né à Fawley ;
  - John Gibson (1833-1892), pasteur anglais et joueur de cricket.